# Takácsi

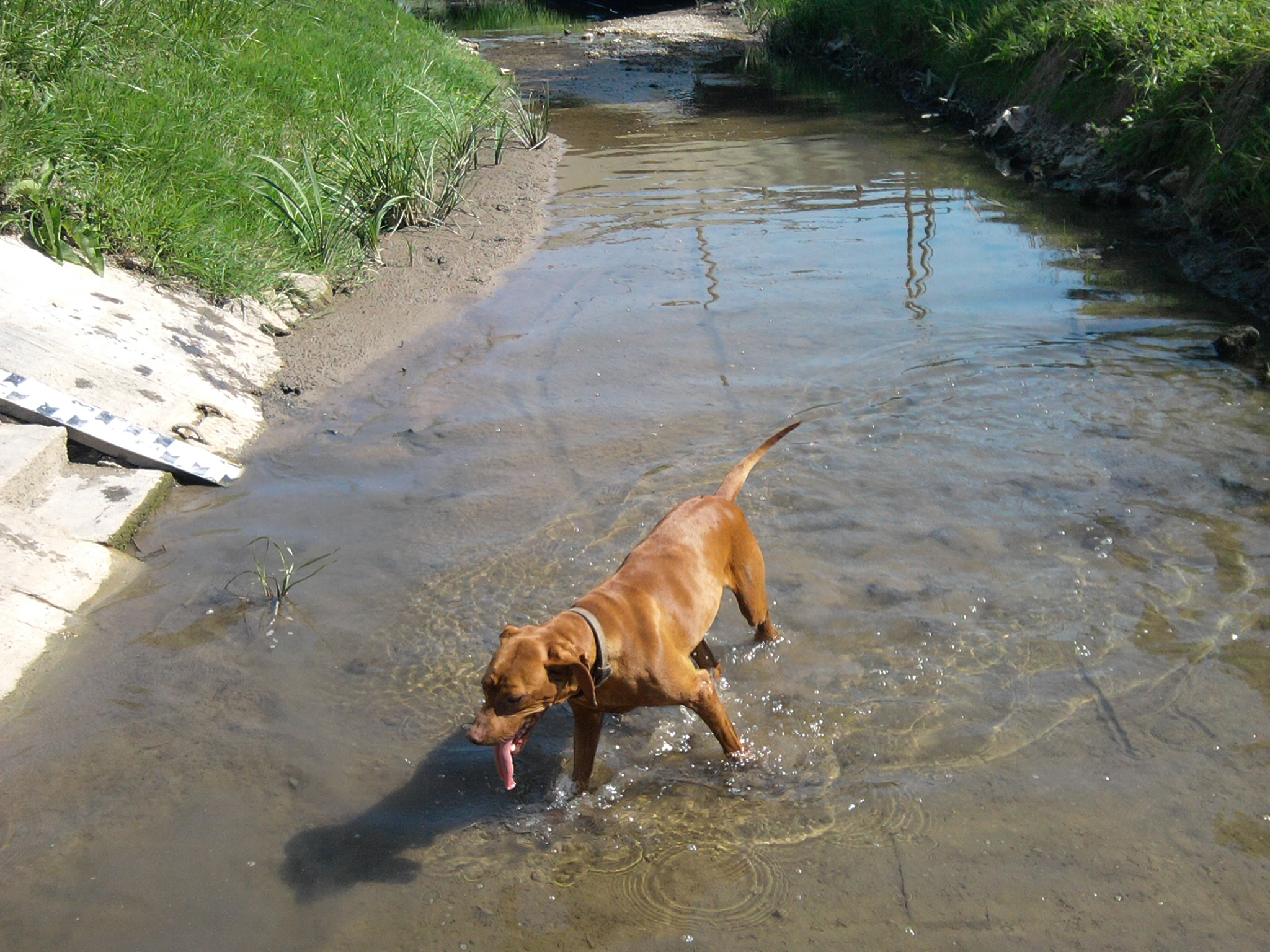
Potok Gerence u Takácsi

Takácsi je vesnice v Maďarsku v župě Veszprém, spadající pod okres Pápa. Nachází se asi 5 km severně od Pápy. V roce 2015 zde žilo 863 obyvatel, většina z nich jsou Maďaři.
Takácsi leží na silnici 83. Je přímo silničně spojeno se sídly Gyarmat, Marcaltő, Pápa a Vaszar. Kolem vesnice protéká potok Gerence, který se vlévá do řeky Marcal. U vesnice se také nacházejí čtyři nepojmenované rybníky.
Ve vesnici jsou dva kostely, jeden římskokatolický a jeden evangelický. Poblíže se též nachází letiště Pápa.